# Julián Adem
Julián Adem Chahín (Túxpam, Veracruz, 8 de enero de 1924- 9 de septiembre de 2015) fue un ingeniero civil, matemático, geofísico, investigador, catedrático y académico mexicano de padres libaneses. Trabajó en la investigación de un modelo termodinámico del clima, mediante el cual se puede calcular la temperatura estacional anual.

## Estudios
Fue hijo de Jorge Adem y Almas Chahín, emigrantes libaneses, hermano del doctor en matemáticas José Adem y padre del matemático Alejandro Adem. Julián Adem realizó sus primeros estudios en la escuela Miguel Lerdo de Tejada y en las escuelas de secundaria y preparatoria de su ciudad natal. En 1943, se trasladó a la Ciudad de México e ingresó a la Escuela Nacional de Ingenieros de la Universidad Nacional Autónoma de México (UNAM) en donde obtuvo la licenciatura como ingeniero civil en 1948. De forma paralela, cursó la licenciatura en matemáticas en la Facultad de Ciencias de la misma universidad de 1945 a 1950.
De 1951 a 1953 realizó un doctorado en Matemáticas Aplicadas en la Brown University en Providence (Rhode Island), y de 1955 a 1956 realizó estudios en Ciencias Atmosféricas en el International Meteorological Institute de la Universidad de Estocolmo en Suecia.

## Docencia
Fue profesor de Matemáticas y Mecánica en la Escuela Nacional de Ingenieros de 1948 a 1950. Fue profesor titular de la Facultad de Ciencias de 1954 a 1955, de 1957 a 1965 y desde 1971 ha continuado ejerciendo el puesto. Como profesor visitante ha impartido clases en el Instituto Oceanográfico de la Universidad de Hamburgo en 1961 y 1962, del Max-Planck Institut fur Meteorologie de la República Federal Alemana en 1977 y 1978, del Instituto de Astronomía y Geofísica G. Lemaitre de la Université Catholique de Louvain en 1982, 1983, 1985, 1989 y 1992.

## Investigador y académico
Desde 1949 fue investigador del Instituto de Geofísica de la Universidad Nacional Autónoma de México y fue director de 1959 a 1965 y de 1971 a 1977. Fue asesor del Consejo Nacional de Ciencia y Tecnología de México (Conacyt) de 1971 a 1973. Fue coordinador del Centro Multinacional de Ciencias de la Tierra en México de la Organización de los Estados Americanos (OEA) de 1971 a 1976. El 23 de octubre de 1974 ingresó a El Colegio Nacional, pronunciando su discurso Descripción general del modelo termodinámico. Variables, parámetros e interacciones el 10 de marzo de 1975. Fue fundador del Centro de Ciencias de la Atmósfera el cual dirigió en 1977 y de 1984 a 1993, así como fundador de la Unión Geofísica Mexicana, la cual dirigió de 1960 a 1977. Fue miembro investigador Nivel III, del Sistema Nacional de Investigadores, fue miembro del Consejo Consultivo de Ciencias de la Presidencia de la República.
Fue investigador asociado en el International Meteorological Institute de la Universidad de Estocolmo en 1955 y 1956, del Instituto Oceanográfico de La Jolla en California en 1958, del Centro Nacional de Meteorología de los Estados Unidos en 1963, de la Extended Forecast Division del National Weather Service (NOAA) de 1965 a 1971. Fue miembro del Comité de Huracanes y Meteorología Tropical de la American Meteorological Society de 1972 a 1975. Fue representante de la Unión Geodésica y Geofísica Internacional ante el Comité Científico de problemas del Medio Ambiente (SCOPE) y consultor del Programa de las Naciones Unidas para el Medio Ambiente (UNEP) de 1975 a 1977. Fue investigador asociado del Lamont-Doherty Earth Observatory de la Universidad de Columbia de 1979 a 1987. Desde 1985 fue presidente honorario de la Unión Geofísica Mexicana.

## Aportaciones
Destacan entre sus investigaciones el modelo termodinámico del clima que se conoce como Modelo de Adem — el cual fue publicado en 1962 por la revista Tellus — así como sus investigaciones para la predicción mensual y estacional de la temperatura de los océanos. Ha realizado estudios sobre el efecto climático debido al aumento de CO2 considerando la variación en la constante solar. Y ha desarrollado un simulación numérica de los climas pasados y futuros.

## Premios y distinciones
- Premio Nacional de Ciencias por el gobierno federal de México en 1976.[5]
- Investigador Emérito del Centro de Ciencias de la Atmósfera de la Universidad Nacional Autónoma de México desde 1992.
- Doctor honoris causa por la Universidad Veracruzana en 1993.
- Medalla Adolfo Ruiz Cortines por el gobierno estatal de Veracruz en 1994.
- Medalla Mariano Bárcena al mérito académico por la Unión Geofísica Mexicana en 1994.
- Investigador Emérito del Sistema Nacional de Investigadores en 1998.
- Reconocimiento como Veracruzano Distinguido por el Centro Cultural y Social Veracruzano en 2003.
- Diploma al mérito académico como Forjador de la Ciencia en la UNAM en 2003.

## Publicaciones
Julián Adem escribió artículos de investigación y divulgación para diversas revistas y asociaciones como la NOAA, el Bulletin of the American Meteorological Society, el Journal of Geophysical Research, Geos, para las memorias de la Unión Geofísica Mexicana, Atmósfera, Geofísica Internacional, para el Journal of Marine Systems, el Journal of Geomagnetism and Geoelectricity y otras publicaciones. Entre sus artículos publicados destacan:
- Auroras observadas en México y Cuba durante el Año Geofísico Internacional (1959) coautor con Gilberto Hernández Corzo.
- La Isla Socorro: archipiélago de las Revillagigedo (1960).
- El año geofísico internacional en México (1962) coautor con Luis Rivera Terrazas.
- Predicción de la temperatura media mensual en la superficie de los océanos utilizando un modelo termodinámico (1978).
- Numerical experiments on ice-age climates (1981).
- Revised snow-ice normals from Satellite observations (1981) coautor con W. Donn.
- Cálculo numérico del efecto del aumento de bióxido de carbono atmosférico en el clima terrestre (1982) coautor con R. Garduño.
- Las ciencias atmosféricas: Investigación, enseñanza y aplicaciones (1982).
- Preliminary experiments on the climatic effect of an increase of the atmospheric CO2, using a thermodynamic model (1982).
- Simulation of the annual cycle of climate with a thermodynamic numerical model (1982).
- Numerical experiments on the prediction of sea surface temperature anomalies in the Gulf of Mexico (1997) coautor con V.M. Mendoza y E.E. Villanueva.
- Feedback effects on the atmosphere CO2-induced warning (1998) coautor con R. Garduño.
- An improved parameterization of the mean monthly precipitation in the Northern Hemisphere (2001) coautor con V.M. Mendoza y B. Oda.
- Cambio climático (2001) coautor con R. Garduño.
- Mi vida en la ciencia (2003).
- Forcing of the earth's temperature by an assumed cosmic-ray modulated low global cloud cover (2005).
- On the annual cycle of the sea surface temperature and the mixed layer depth in the Gulf of Mexico (2005) coautor con E.E. Villanueva y V.M. Mendoza.
- Effect of a hurricane on the sea surface temperature in the Gulf of Mexico (2006) coautor con E.E. Villanueva y V.M. Mendoza.[6]